# Acer coriaceifolium
Acer coriaceifolium là một loài thực vật có hoa trong họ Bồ hòn. Loài này được H.Lév. mô tả khoa học đầu tiên năm 1912.